# 딩펫족
딩펫족은 자녀를 갖는 대신 애완동물을 기르며 사는 맞벌이 부부를 뜻하는 용어이다. 딩크족과 애완동물을 뜻하는 영어 단어 pet의 합성어이다. 규범 표기는 '딩크펫족'이다. 1990년대 중반 이후부터 나타나기 시작했다.
한동대학교 심리학과 교수 신성만은 “딩크펫은 관계의 결핍이 표출된 현상으로 볼 수 있다”고 말했다.

## 같이 보기
- 딩크족
- 싱크족